# Wartownia nr 1 na Westerplatte
Wartownia nr 1 – główny punkt polskiej obrony we wrześniu 1939. Jedna z sześciu wartowni zbudowanych w latach 30. XX wieku, w celu zabezpieczenia placówki na Westerplatte. Ocalała dzięki przesunięciu w 1967 na obecne miejsce, unikając rozbiórki. Obecnie w zabytkowym obiekcie mieści się oddział Muzeum Gdańska.

## Historia wartowni
W czasie całego okresu walk o Westerplatte wartownia nr 1 była kluczowym punktem polskiej obrony WST Westerplatte. Ogień prowadzony ze schronu w piwnicy i z okien w części naziemnej uniemożliwiał Niemcom przedostanie się od strony nasady półwyspu czy kanału portowego do centralnej jego części. Bryła budynku, choć rażona odłamkami pocisków i kulami cekaemów, pozostała nieuszkodzona. 
Dowódcą załogi tego bohaterskiego punktu polskiej obrony był plutonowy Piotr Buder. Z około 15-osobowej obsady polegli w walkach Zygmunt Zięba i Jan Czywil.

## Muzeum w wartowni nr 1

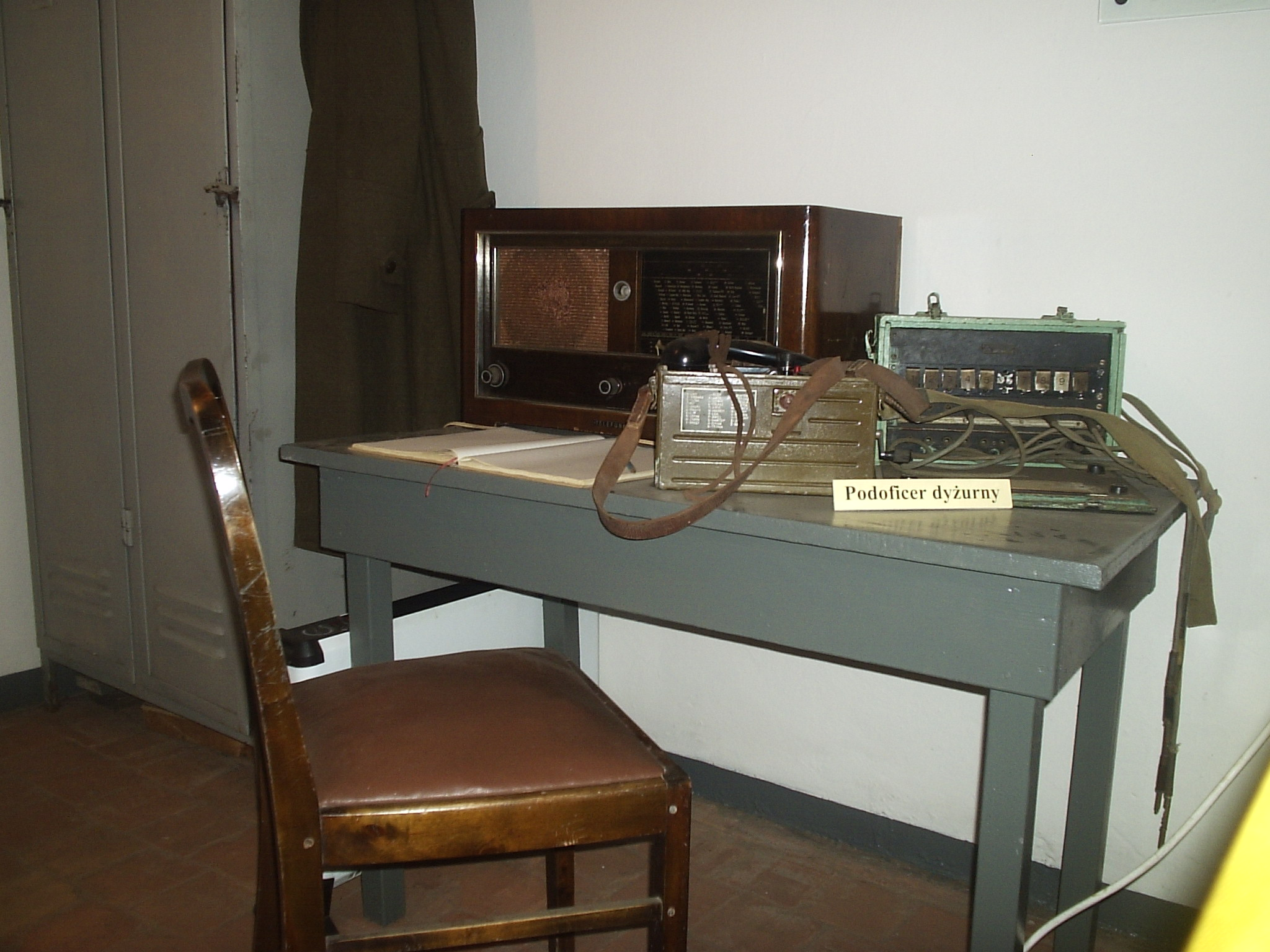
Wnętrze wartowni: radio, telefon polowy i łącznica na stanowisku podoficera dyżurnego

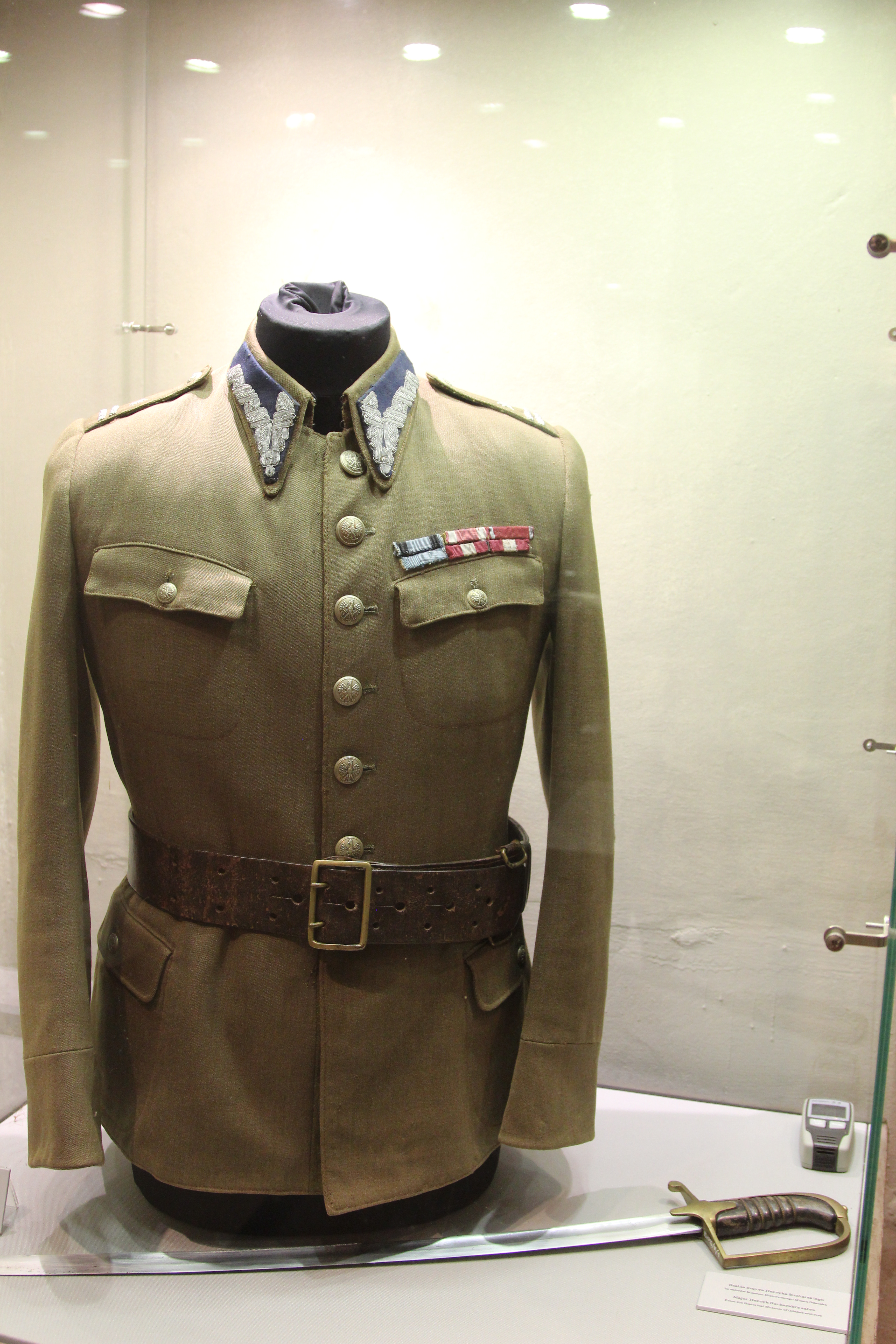
Mundur i szabla wz. 1921 majora Henryka Sucharskiego na wystawie w wartowni nr 1

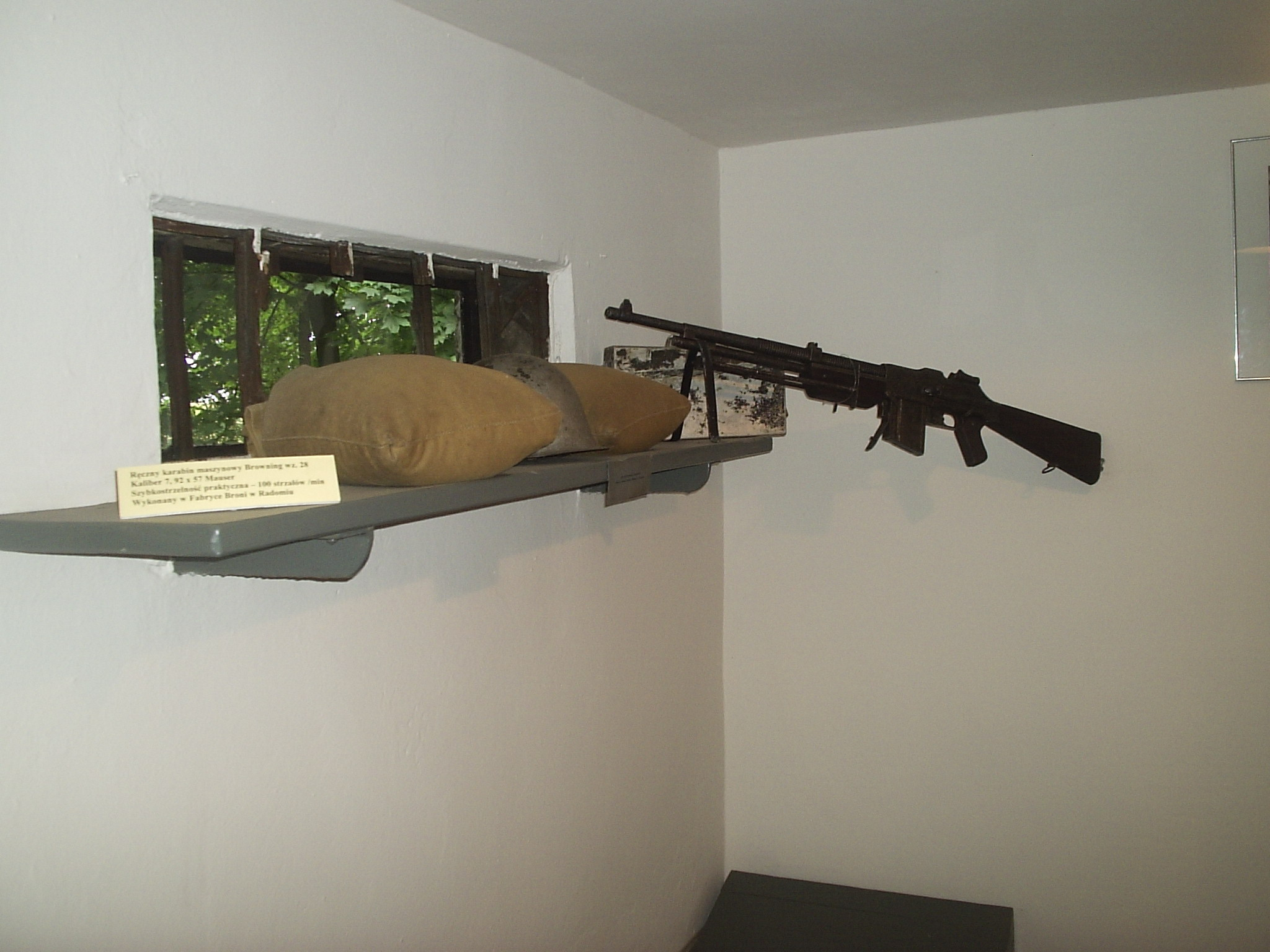
Stanowisko strzeleckie z ręcznym karabinem maszynowym Browning wz. 1928

W czerwcu 1974 w jej wnętrzu powstała izba pamięci zorganizowana przez koło ZBoWiD w Nowym Porcie. W 1980 przekształcona została ona w istniejący do dziś oddział Muzeum Historycznego Miasta Gdańska. Przez wiele lat opiekunami ekspozycji w wartowni byli dawni obrońcy Westerplatte z 1939 – Franciszek Bartoszak, Bernard Rygielski, Wiktor Ciereszko i Julian Dworakowski.
Zgodnie z przyjętą w 1974 koncepcją ekspozycja w wartowni odtwarza jej wnętrza z września 1939, z zaznaczeniem stanowisk bojowych załogi, a także poprzez różne przedmioty ukazujące dawne dzieje Westerplatte do 1939. W korytarzyku znajduje się siedem tablic z brązu wykonanych przez artystę Mariusza Kulpę, symbolizujących siedem dni walki żołnierzy Westerplatte we wrześniu 1939. Obok plansze ze zdjęciami i mapkami ukazują dawne dzieje samego półwyspu, jak i Wojskowej Składnicy Tranzytowej w latach 1926–1939. W głównej sali prezentowana jest makieta półwyspu z zaznaczeniem sytuacji bojowej 1 września 1939. Na stole można obejrzeć prezentowane zdjęcia dokumentalne, zaś w gablotach broń i wyposażenie żołnierzy Wojska Polskiego z 1939, używane także przez załogę Westerplatte. Obok pokazana jest oryginalna kurtka mundurowa majora Henryka Sucharskiego z 1939 i walizka chorążego Edwarda Szewczuka, z którą udał się do niewoli po kapitulacji Westerplatte. Ekspozycję wzbogacają: makieta budynku koszar z 1936 oraz model pancernika „Schleswig-Holstein” w skali 1:100.
W następnej salce eksponowane są różne pamiątki po żołnierzach Westerplatte, fotokopie dokumentów oraz wydawnictwa dotyczące samej placówki, jak i losów jej załogi. Przed wartownią ustawione są dwa oryginalne pociski kalibru 280 mm z pancernika Schleswig-Holstein o wadze 330 kg każdy, które są darem Marynarki Wojennej RP.
W 2013 r. Muzeum Gdańska przeprowadziło gruntowny remont Wartowni nr 1, a także zainstalowało nową wystawę stałą. Było to możliwe dzięki środkom własnym, dotacji Ministerstwa Kultury i Dziedzictwa Narodowego oraz wsparciu ówczesnego Muzeum II Wojny Światowej. Ekspozycja łączy artefakty (zarówno te przekazane przez koło ZBoWiD z Nowego Portu, jak i pozyskanymi przez Muzeum Gdańska po 1980 r.) z nowymi elementami scenograficznymi: multimediami, kopiami wyposażenia żołnierskiego oraz planszami z ikonografią i historycznym tłem. Jednym ze stanowisk interaktywnych jest pulpit ze zdalnie sterowaną kamerą umożliwiający wirtualne zwiedzanie kabiny bojowej. Kuratorem nowej wystawy był Grzegorz Jedlicki. 
W kolejnych latach (2017–2022) następowały zmiany w ekspozycji wynikające z wycofania depozytów broni przez Muzeum Wojska Polskiego, a także z pozyskiwania nowych obiektów przez Muzeum Gdańska. Nowymi elementami wystawy są m.in.: 
- film z operacji ocalenia Wartowni nr 1, 
- makieta dotykowa koszar wykonana z brązu przez Prof. Jana Szczypkę w skali 1:100, 
- polskie garnizonowe łóżko żołnierskie (depozyt Joanny i Wojciecha Minczykow), 
- rzeźba nagrobna mjra Henryka Sucharskiego autorstwa Zygfryda Korpalskiego. 
Wartownię nr 1 można zwiedzać wirtualnie, z pomocą platformy Muzeum Gdańska: 
https://wirtualne.muzeumgdansk.pl/oddzialy/wartownia-nr-1-na-westerplatte